# Wollegrasuil
De wollegrasuil (Celaena haworthii) is een vlinder uit de familie van de uilen (Noctuidae). 

## Beschrijving
De voorvleugellengte bedraagt tussen de 10 en 14 millimeter. De grondkleur van de voorvleugels is roodbruin. Opvallend zijn de witte ringvlek en niervlek, door de niervlek loopt bovendien een veelal witte ader die vertakt richting de buitenzijde van de vleugel.

## Waardplanten
De wollegrasuil gebruikt grassen en russen als waardplanten. De rups is te vinden van maart tot juli. De soort overwintert als ei. De vlinder heeft jaarlijks één generatie, die vliegt van eind juni tot halverwege oktober.

## Voorkomen
De soort komt verspreid over het noorden van het Palearctisch gebied voor en ook lokaal in Centraal-Europa. De wollegrasuil is in Nederland en België een zeer zeldzame soort. 